# 古無輕脣音
古無輕脣音，為清代錢大昕（1728年－1804年）提出之音韻學理論，說明在秦漢時期的上古漢語聲母系統中沒有輕脣音，而唐末出現之輕唇音（非組）聲母字在上古均屬於重脣音（幫組）字。

## 中古末期的脣音
在唐末宋初前，唇音都讀作重唇音。中古末期，即唐末宋初時，三十六字母中的脣音出現重輕之分，唇音三等字的一部分（学者认为主要是三等合口韻和韵腹为后元音的三等开口韻，即「虞廢微尤凡元文陽東鍾」十韻）转变为唇齿音。音韵学上称这种字为轻唇音，而仍保持双唇音发音的字为重唇音。重唇音為「幫」[p]、「滂」[pʰ]、「並」[b]、「明」[m]，輕脣音為「非」[f]、「敷」[fʰ]、「奉」[v]、「微」[ɱ]，兩者在發音上有明顯分別。例如，按中古音之聲母系統，「佛」字為奉母，「弼」字為並母。
根據這個推音／正音原則，活在盛唐時期的杜甫，他的「甫」字， 應唸作重唇音，但现代漢語及粵語却是輕脣音，惟此字在客家話仍是非輕脣音，而潮汕語及閩語俱無輕脣音。以杜甫的「甫」字為例，杜甫字子美，意思是美男子 (《說文解字》:「甫，男子美稱也，從用、父，父亦聲。 方矩切」，盛唐時期讀重唇音)。

## 上古輕脣音歸重脣音的證據
錢大昕從上古語音材料及詞義等方面進行分析，發覺在中古時重輕脣有別之字，在上古秦漢時期有密切關係，故於其著《潛研堂文集‧卷十五‧答問第十二》中言：「凡今人所謂輕脣者，漢魏以前，皆讀重脣，知輕脣之非古矣。」，說明了輕脣音是後出之物，在上古之時皆為重脣音。而錢氏在《十駕齋養新錄‧卷五‧古無輕唇音》中強調其觀點：「凡輕脣之音古讀皆為重脣」。
以上文曾提之兩字為例，「佛」、「弼」二字中古之聲母不同，錢氏發現在《詩經‧周頌‧敬之》中「佛時仔肩」一句中的佛字解「佛毛，符弗反，大也。鄭音弼，輔也」，可見兩音有一定關係。許慎（58－147）在《說文解字》中言「㚕大也。从大，弗聲，讀若予、違、汝、弼」，而段玉裁（1735－1815） 在《說文解字注》中引「佛時仔肩」以為注，可見「佛」、「㚕」相通，證明「佛」、「弼」二字的讀音在上古時非常接近，故上古音「佛」字聲母應屬並母。黃錫凌（1908－1959年）《粵音韻彙》一書中亦有收錄「佛」字的讀音如「弼」（粵語拼音系統作bat6），可見古無輕脣音的证据還留在部份地方方言中。
地方方言中較能保留中古時期的語音是因為跟保留字詞的字義有很大關係。例如那古音是用作標示姓氏或地名的，因口耳相傳，那保留下中古時期讀音的機會便較大。
如「費」字，中古時屬「幫」母，明顯是重唇音，但在古無輕唇音的原則下，「費」現已由重唇音發展成輕唇音「非」母。但「費」字在用作姓氏時，則仍应讀作「bei」。又如番茄的「番」字，現今作fan，但讀廣東省的一個地方「番禺」的「番」字時，卻又是保留其中古音，讀作pan。可見用作姓氏、地名時，較能保留其中古音。
除了姓氏或地方以外，用作口語的一些字詞亦較能保留其中古音，這就是因為沒有文字的干擾，愈能夠保持原音。例如「仆」字，現今「前仆後繼」的「仆」应作fu，但在口語中卻仍保留下pu的發音。當然，廣州話中一句粗話亦是以此「仆」字為用，亦保留了「puk1」的音，這便見語音的靈活性。这里需要注意的是在普通话中留存了古音，“仆”的轻唇音并没有进入普通话，前仆后继中读为pū，仆人中读为pú。又如埋伏的「伏」，現今讀作「fu」，但粤语白讀「伏匿匿」則仍然保留重唇音，讀作「buk6」（根據張群顯所說，見《粵語音韻集成》電子版）。
故此可說，在地方方言中的姓氏、地名、口語中，因口耳相傳且无文字干擾，較能保留中古音。
除此之外，這一現象亦在日文漢字音（詳見吳音、漢音和唐音）和韓文漢字音體現。は行的輔音在上古日語中為/p/，後來演變為/ɸ/，再演變成現今的/h/，故漢語中所有聲母為b、p及f的字，在日語漢字音中一律為は行。而韓語至今仍沒有輔音/f/，聲母為輕脣音的字，在韓語發音一律為/p/或/pʰ/。

## 古無輕脣音對音韻學發展的影響
古無輕脣音的發表，不只對上古音研究構成重大突破，亦解釋了部份字詞假借的原因。後世音韻學研究者普遍接受此看法，如王力（1900－1986）說這種見解「值得參考」，周祖庠在《新著漢語語音史》中亦言「唇音原來只有重脣音幫滂並明，以後分化出輕脣音非敷奉微」。